# Trancault
Trancault – miejscowość i gmina we Francji, w regionie Grand Est, w departamencie Aube.
Według danych na rok 2010 gminę zamieszkiwało 181 osób, a gęstość zaludnienia wynosiła 6,8 osoby/km².